# Pauline Karpidas
Pauline Karpidas ist eine britische Kunstsammlerin, Förderin zeitgenössischer Kunst und Gastgeberin der legendären Hydra Workshops. Internationale Bekanntheit erlangte sie durch eine über Jahrzehnte aufgebaute, surrealismusgeprägtete Sammlung sowie durch Verkäufe bedeutender Werke – darunter Andy Warhols 200 One Dollar Bills – und umfangreiche Mäzenatentätigkeit für Institutionen im Vereinigten Königreich, Griechenland und den Vereinigten Staaten.

## Leben
Karpidas wuchs in Manchester auf. In den 1960er-Jahren zog sie nach Athen, wo sie die Boutique My Fair Lady eröffnete. Dort lernte sie ihren späteren Ehemann, den griechischen Unternehmer Constantinos („Dino“) Karpidas, kennen und wurde mithilfe des einflussreichen Galeristen Alexander Iolas an die Kunst herangeführt. In späteren Jahren lebte und arbeitete sie zwischen London, Griechenland und den USA.
Als Person der Zeitgeschichte ist sie in der Porträtsammlung der britischen National Portrait Gallery verzeichnet.

## Wirken
Seit den 1990er-Jahren baute Karpidas eine eigenständige Sammlung mit Schwerpunkten auf den Surrealismus und zeitgenössische Kunst auf. 1996 begann sie, in einem umfunktionierten Werftgebäude auf der griechischen Insel Hydra die jährlichen Hydra Workshops zu veranstalten (bis 2017). In Zusammenarbeit u. a. mit der Galeristin Sadie Coles zeigte sie Projekte von Künstlerinnen und Künstlern wie Tracey Emin, Sarah Lucas, Damien Hirst, Urs Fischer oder Rachel Feinstein; die Eröffnungswochenenden wurden zum Treffpunkt der internationalen Kunstszene.
Neben den Aktivitäten in Griechenland entstand in Dallas (Texas) die Karpidas Collection als private Schau- und Forschungsstätte, betrieben gemeinsam mit ihrem Sohn Panos und ihrer Schwiegertochter Elisabeth. Der 2015 eröffnete Standort zeigt Ausstellungen aus dem Familienbestand und arbeitet mit Bildungsgruppen; der Zugang erfolgt nach Anmeldung.
Als Mäzenin unterstützt Karpidas seit Jahren Institutionen wie die Tate und das Sir John Soane’s Museum in London; am New Museum in New York trägt das Bildungszentrum den Namen Pauline and Constantine Karpidas Education Center. An die Whitworth Art Gallery (University of Manchester) gingen in Zusammenhang mit der Wiedereröffnung 2015 Schenkungen aus der Karpidas-Sammlung, darunter rund 90 zeitgenössische Werke.
Zu den publikumswirksamen Transaktionen der Sammlung zählt der Verkauf von Andy Warhols 200 One Dollar Bills (1962) im November 2009 bei Sotheby’s New York für 43,8 Mio. US-$ – ein Werk, das Karpidas und ihr Mann 1986 für 385.000 $ erworben hatten.
Im Oktober 2023 versteigerte Sotheby’s Paris in der zweitägigen Auktion Hydra: The Karpidas Collection rund 240–300 Lose aus dem Haus der Familie auf Hydra; der Erlös von 35,6 Mio. € übertraf die Erwartungen und markierte die wertmäßig größte Einzeleigentümer-Auktion in Frankreich jenes Jahres.
Für September 2025 kündigte Sotheby’s London die Auktionen Pauline Karpidas: The London Collection (Abend-, Tages- und Online-Auktion) an. Vorgesehen sind rund 250 Lots aus ihrer Londoner Wohnung, mit Schlüsselwerken von René Magritte, Leonora Carrington, Salvador Dalí, Pablo Picasso, Andy Warhol sowie Design-Ikonen von Les Lalanne, Mattia Bonetti und André Dubreuil. Der Schätzwert liegt bei über 60 Mio. £ – laut Berichten die bislang höchste Schätzung, die Sotheby’s Europe für eine Einzelsammlung angesetzt hat.